# Rui Jordão
Rui Manuel Trindade Jordão (9. srpna 1952, Benguela – 18. října 2019, Cascais) byl portugalský fotbalista.

## Hráčská kariéra
Rui Jordão hrál na postu útočníka za Benficu, Real Zaragoza, Sporting Lisabon a Vitórii Setúbal.
Za Portugalsko hrál 43 zápasů a dal 15 gólů. Byl na ME 1984.

## Úspěchy
Benfica
- Primeira Liga: 1971–72, 1972–73, 1974–75, 1975–76
- Taça Portugal: 1971–72

Sporting
- Primeira Liga: 1979–80, 1981–82
- Taça Portugal: 1977–78, 1981–82

Individuální
- Král střelců portugalské ligy: 1975–76, 1979–80
- Portugalský fotbalista roku: 1980